# Benthopecten claviger
Benthopecten claviger is een zeester uit de familie Benthopectinidae.
De wetenschappelijke naam van de soort werd in 1910 gepubliceerd door Walter Kenrick Fisher.